# Hamas
Hamas (ar. Ḥarakat al-Muqāwamah al-ʾIslāmiyyah, u doslovnu prijevodu 'Islamski pokret otpora'; Hamas, 'hrabrost') palestinska je sunitsko-islamistička teroristička organizacija. Ima dva krila: socijalno, Dawah, i vojno, Izz ad-Din al-Qassamove brigade. 
Od 2007. godine Hamas de facto samostalno upravlja Pojasom Gaze. Ne priznaje postojanje Izraela, nego njegovo područje zove cionističkim entitetom. Stav je te organizacije da čitava Palestina pripada Arapima te niječe pravo Židovima da ondje imaju državu. Nekoliko država i međunarodnih organizacija, uključujući Australiju, Europsku uniju, Izrael, Japan, Kanadu, Novi Zeland, Sjedinjene Američke Države i Ujedinjeno Kraljevstvo, smatraju Hamas terorističkom organizacijom.

## Osnivanje Hamasa
Citat iz knjige Sin Hamasa: 
šeik Ahmed Jasin, koji je bio invalid, i koji je kasnije postao duhovni vođa nove organizacije; Muhamad Džamal Al-Natšeh iz Hebrona; Džamal Mansur iz Nablusa; šeik Hasan Jusef (moj otac); Mahmud Muslih iz Ramale; Džamil Hamami iz Jeruzalema; Ajman Abu Taha iz Gaze.

## Djelovanje
Hamas je osnovan 1986., prije Intifade, a ne nakon kako se piše, kao podružnica egipatskog Muslimanskog bratstva koje je djelovalo na području Pojasa Gaze podržavajući politiku izbjegavanja otvorenih sukoba s Izraelom i suzdržavanja od otpora, istovremeno ponašajući se neprijateljski prema Palestinskoj oslobodilačkoj organizaciji. Suosnivač Hamasa šeik Ahmed Yassin izjavio je 1987. da je Hamas osnovan kako bi oslobodio Palestinu, uključujući teritorij današnjeg Izraela, od "izraelske okupacije" i uspostavio islamsku državu na području Izraela, Zapadne obale i Pojasa Gaze. Ovo je potvrđeno u Povelji Hamasa 1988. Vođe Hamasa su objavile da su spremne prihvatiti desetogodišnju primirje ako se Izrael povuče unutar granica iz 1967. i omogući Palestincima izbjeglim 1948. nakon poraza Arapskih vojnih snaga u Arapsko-izraelskom ratu, uključujući i njihovo potomstvo, da se vrate na teritorij Izraela, iako su naglasili da to nikako ne bi značilo priznavanje Izraela ili kraj sukoba. Hamasovo vojno krilo protivi se bilo kakvom primirju. Analitičari smatraju da je vođama Hamasa jasno da mnogi njihovi zahtjevi nikada neće biti prihvaćeni. 
Vojno krilo Hamasa je poduzelo brojne napade na izraelske civile i vojnike, često ih opisujući kao osvetu, osobito za ubojstva Hamasovih čelnika. Taktike Hamasa uključuju samoubilačke napade, a od 2001. i raketne napade. Hamasov raketni arsenal, iako se uglavnom sastoji od kratkometražnih raketa Qassam iz kućne radinosti, također uključuje oružje dugog dometa kojem su dosegli glavne izraelske gradove, uključujući Tel Aviv i Haifu. Hamasovi napadi na Izraelske civile osuđeni su kao ratni zločini i zločini protiv čovječnosti od strane organizacija za zaštitu ljudskih prava kao što je Human Rights Watch. Istraživanje Palestinskog centra za ispitivanje javnog mnijenja, provedeno 2017. na palestinskim područjima, pokazao je da su Hamasove nasilne metode nepopularne i da bi većina Palestinaca htjela da Hamas "prihvati trajno rješenje dviju država na temelju granica iz 1967." 
Na palestinskim parlamentarnim izborima u siječnju 2006., Hamas je osvojio većinu u palestinskom parlamentu, pobijedivši Fatah. Nakon izbora, članice takozvanog "kvarteta" (Sjedinjene Američke Države, Rusija, Ujedinjeni narodi i Europska unija) su uvjetovale nastavak davanja humanitarne pomoći Palestinskim Autonomnim Područjma obvezivanjem na nenasilje, priznavanjem Izraela i prihvaćanjem prethodno potpisanih sporazuma. Hamas je odbio prihvatiti uvjete što je dovelo do toga da je "kvartet" suspendirao isporuku pomoći, a Izrael nametnuo ekonomske sankcije, na područje pod upravom Hamasa (Pojas Gaze).
U ožujku 2007., formirana je vlada nacionalnog jedinstva koju je predvodio premijer Ismail Haniyeh iz Hamasa, ali to nije uspjelo ponovno pokrenuti isporuku međunarodne financijske pomoći. Ubrzo su izbile napetosti između Hamasa i Fataha oko kontrole palestinskih snaga sigurnosti tokom bitke u Gazi nakon čega je Hamas preuzeo kontrolu nad Gazom, dok su njegovi dužnosnici bili izbačeni s vladajućih položaja na Zapadnoj obali. Izrael i Egipat tada su nametnuli ekonomsku blokadu Pojasa Gaze na temelju toga što snage Fataha više nisu pružale sigurnost na tom području. Hamas i Fatah su 2011. potpisali sporazum o pomirenju kojim se planira uspostava zajedničke palestinske vlade no isti se ne provodi.